# Joan Didion
Pour les articles homonymes, voir Didion.
Joan Didion est une romancière américaine, née le 5 décembre 1934 à Sacramento (Californie) et morte le 23 décembre 2021 à New York (État de New York). Elle est également connue comme journaliste, essayiste et scénariste.

## Biographie

### Jeunesse et formation
Joan Didion est née le 5 décembre 1934 à Sacramento. Elle fait des études supérieures de littérature à l'université de Californie à Berkeley.

### Carrière
Joan Didion quitte la côte ouest pour la côte est et New York en 1956. Elle débute comme correctrice dans le magazine Vogue.
Joan Didion amorce sa carrière en littérature avec la parution du roman Une saison de nuits (Run, River) en 1963, mais publie peu avant les années 1970 quand elle commence à écrire pour le cinéma, après être revenue à Los Angeles et Hollywood. Elle est l'autrice de plusieurs scénarios pour le cinéma avec son mari, l'écrivain John Gregory Dunne.
À San Francisco au tournant des années 1960-1970, elle documente la vie des hippies, faite de consommation de drogues, dans des articles parus dans Life, The Saturday Evening Post et Esquire, qui la rendent célèbre.
Son dernier essai, L'Année de la pensée magique — qui relate la mort  de son époux, survenue en 2003 à la suite d'une crise cardiaque — a remporté le National Book Award.
Joan Didion meurt le 23 décembre 2021 chez elle à Manhattan des suites de la maladie de Parkinson.

### Vie privée
Joan Didion épouse vers 1963 l’écrivain John Gregory Dunne, avec qui elle vit jusqu’à la mort de celui-ci en 2003.
Elle est la mère de Quintana Roo Dunne, qu'elle et son mari ont adoptée à sa naissance en 1966, et qui est morte, moins de deux ans après John Gregory Dunne, le 26 août 2005 d'une pancréatite aiguë à l'âge de 39 ans ; Joan Didion était alors en promotion à New York pour L'Année de la pensée magique : la romancière relate cette expérience de vie dans Le Bleu de la nuit.
Joan Didion a longtemps vécu à New York, dans un immeuble datant d'avant la Seconde Guerre mondiale, sur la 70e rue et Madison Avenue[source insuffisante]. 

## Œuvre

### Romans
- Run, River (1963) Une saison de nuits, traduit par Philippe Garnier, Paris, Grasset, 2014 ; réédition, Paris, Le Livre de poche no 33804, 2015  (ISBN 978-2-253-18283-2)
- Play It as It Lays (1970) Maria avec et sans rien, traduit par Jean Rosenthal, Paris, Robert Laffont, 2007; réédition sous le titre Mauvais Joueurs, Paris, Grasset, coll. « En lettres d'ancre », 2018
- A Book of Common Prayer (1977) Un livre de raison, Paris, traduit par Gérard-Henri Durand, Julliard, 1978 ; réédition, Paris, 10/18 no 1722, 1985 ; réédition, Paris, Le Livre de poche no 35302, 2019  (ISBN 978-2-253-08812-7)
- Democracy (1984) Démocratie, traduit par Dominique Taffin Jouhaud, Paris, Flammarion, 1986 ; réédition, Paris, Robert Laffont, coll. « Pavillons poche », 2012  (ISBN 978-2-221-12571-7)
- The Last Thing He Wanted (1996)

### Essais
- Slouching Towards Bethlehem (1968) Paru partiellement en français dans L'Amérique 1965-1990 - Chroniques, traduit par Pierre Demarty, Paris, Grasset, 2009 ; réédition, Paris, LGF, coll. « Le Livre de poche. Biblio essais » no 33153, 2014  (ISBN 978-2-253-15649-9)
- The White Album (1979) Paru partiellement en français dans L'Amérique 1965-1990 - Chroniques, traduit par Pierre Demarty, Paris, Grasset, 2009 ; réédition, Paris, LGF, coll. « Le Livre de poche. Biblio essais » no 33153, 2014  (ISBN 978-2-253-15649-9)
- Salvador (1983)
- Miami (1987)
- After Henry (1992) Paru partiellement en français dans L'Amérique 1965-1990 - Chroniques, traduit par Pierre Demarty, Paris, Grasset, 2009 ; réédition, Paris, LGF, coll. « Le Livre de poche. Biblio essais » no 33153, 2014  (ISBN 978-2-253-15649-9)
- Political Fictions (2001)
- Where I Was From (2003)
- The Year of Magical Thinking (2005) — Prix Médicis essai L'Année de la pensée magique, traduit par Pierre Demarty, Paris, Grasset, 2007
- We Tell Ourselves Stories in Order to Live : Collected Nonfiction (2006)
- Blue Nights (2011) Le Bleu de la nuit, traduit par Pierre Demarty, Paris, Grasset, 2013 ; réédition, Paris, LGF, coll. « Le Livre de poche » no 33269, 2014  (ISBN 978-2-253-17668-8)
- South and West: From a Notebook (2017) Sud et Ouest : Carnets, traduit par Valérie Malfoy, Paris, Grasset, 2018 [5]

### Théâtre
- The Year of Magical Thinking (2006), version pour la scène de son essai L'Année de la pensée magique, théâtre, traduit et adapté par Christopher Thompson et Thierry Klifa, Paris, Grasset, 2011 ; réédition, Paris, LGF, coll. « Le Livre de poche » no 31560, 2009  (ISBN 978-2-253-12633-1).

### Scénarios
- 1971 : Panique à Needle Park (The Panic in Needle Park) de Jerry Schatzberg
- 1972 : Play It as It Lays de Frank Perry (d'après son roman)
- 1976 : Une étoile est née (A Star is Born) de Frank Pierson
- 1981 : Sanglantes Confessions (True Confessions) d'Ulu Grosbard
- 1996 : Personnel et confidentiel (Up Close and Personal) de Jon Avnet

### Recueil d'articles
- Pour tout vous dire, Grasset, 2022.

## Distinctions

### Prix littéraires
- 1978 : Morton Dauwen Zabel Award [6]
- 1988 : Ambassador Book Award (en) dans la catégorie American Studies pour Miami
- 2001 : prix George-Polk pour The New York Review of Books
- 2002 : prix littéraire de l'université de Saint-Louis (en)
- 2005 : National Book Award dans la catégorie Non fiction pour L'Année de la pensée magique
- 2005 : Los Angeles Times Book Prize dans la catégorie Prix Robert-Kirsch
- 2007 : prix Médicis essai pour L'Année de la pensée magique
- 2007 : National Book Award pour l'ensemble de son œuvre

### Décorations
- 1996 : médaille Edward-MacDowell (en)
- 2005 : médaille d'or (en) de l'Académie américaine des arts et des lettres, dans la catégorie Belle Lettres et Critiques[6]
- 2012 : National Humanities Medal
- 2013 : National Medal of Arts remise par le président Barack Obama le 3 juillet 2013[7]

### Honneurs
- 2009 : doctorat honoris causa de l'université Harvard[8]
- 2011 : doctorat honoris causa de l'université Yale[9]
- 2014 : California Hall of Fame

## Adaptations
- 2020 : Sa dernière volonté (The Last Thing He Wanted) de Dee Rees.